# ساگان ۲۷۰۹
سیارک ۲۷۰۹ (به انگلیسی: 2709 Sagan، نامگذاری:1982FH) دو هزار و هفتصد و نهمین سیارک کشف شده‌است که در ۲۱ مارس ۱۹۸۲ کشف شد.
قدر ظاهری سیارک برابر ۱۳٫۳۰ است.
سیارک ۲۷۰۹ به افتخار کارل سیگن نامگذاری گردیده است.